# Босански национализам
Босански национализам је вишезначни политички термин, којим се означавају неки специфични облици национализма, који се заснивају на концептима босанске нације и босанског националног идентитета. Политиколошке дефиниције босанског национализма су бројне и различите, што је последица изузетне феноменолошке сложености самог босанског питања. У најопштијем значењу, босански национализам се дефинише као лична или групна приврженост данашњој Босни и Херцеговини, чиме се феномен босанског национализма доводи у исту појмовну раван са етнички неутралним босанско-херцеговачким патриотизмом. Насупрот томе, у савременој политичкој теорији и пракси постоје и нека друга, знатно сложенија схватања босанског национализма. Таква схватања су поникла у извесним круговима који се залажу за стварање специфичне босанске нације, која би била конституисана на најширим (свебосанским) основама. Заговорници таквог босанског национализма се по правилу залажу за политичко и уставно преуређење данашње Босне и Херцеговине, са циљем конституисања нове Босне као националне државе, засноване на свебосанском националном идентитету, односно на концепту националног босанства. Такве замисли су предмет бројних расправа и спорова у стручној и широј политичкој јавности.

## Историја
У историјском контексту, босански национализам је поникао на темељима традиционалног босанског регионализма, који је након аустроугарског запоседања Босне и Херцеговине (1878) употребљен као основа за наменску политизацију, етнификацију и национализацију босанских идентитетских одредница, са циљем стварања замишљене босанске нације. Главни идеолог и заговорник претварања босанског регионализма у босански национализам био је аустроугарски државник Бенјамин Калај, али његове концепције су се у пракси показале као неспроводиве, услед отпора Срба и Хрвата.
Почетак нове фазе у развоју босанског национализма означен је стварањем независне Босне и Херцеговине (1992), након чега је дошло до настанка нових политичких концепција о месту и улози босанског национализма у друштвеном и политичком животу Босне и Херцеговине.

## Варијанте
У политичкој теорији и пракси, босански национализам се јавља у неколико посебних облика, који се међу собом знатно разликују, не само по својим идеолошким усмерењима, већ и по својим политичким стратегијама и организационим карактеристикама, а такође и по избору метода за остваривање својих политичких циљева. У том смислу, босански национализам се може јављати са различитим идеолошким предзнацима (десничарски, центристички или левичарски), а такође може представљати и посебну компоненту у склопу ширих политичких пројеката, не само демократских, већ и ауторитарних. Сви облици босанског национализма се условно могу поделти на оне који имају толерантан однос према традиционалним етничким и религијским поделама и оне који имају негативан однос према поменутм поделама.
У прву групу спадају два кључна концепта: територијални и грађански. Територијални концепт босанског национализма је заснован на општим принципима територијалног национализма и полази од геополитичког одређења Босне као специфичне националне територије, те стога тежи ка јачању босанског завичајног (регионалног) идентитета у циљу изградње територијално дефинисане босанске нације као политичке заједнице свих становника Босне. На то се надовезује грађански концепт босанског национализма, који је заснован на општим принципима грађанског национализма, а огледа се у тежњи ка изградњи босанске нације као политичке заједнице равноправних и суверених грађана Босне. Поменути концепти, територијални и грађански, по правилу имају толерантан и инклузиван однос према традиционалним етничким и религијским поделама у Босни и Херцеговини, те стога не заговарају мандаторно укидање поменутих подела, већ се залажу за суживот различитих етнорелигијских група на заједничкој политичкој територији, у оквиру политичког система који би био преуређен на начелима грађанског друштва.
У другу групу спадају два веома специфична концепта: етнички и панетнички. Етнички концепт босанског национализма се заснива на општим принципима етничког национализма, а манифестује се у виду тежње ка стварању босанске етничке нације, која би била заснована на етничком босанству. На другој страни, панетнички концепт босанског национализма се заснива на панетничком поимању босанског идентитета, а манифестује се у виду тежње ка стварању босанске панетничке нације. Поменути концепти, етнички и панетнички, по правилу имају критички однос према традиционалним етнорелигијским поделама, те стога заговарају укидање таквих подела, с тим што поборници босанског етничког национализма као "замену" за постојеће етничке идентитете (српски, хрватски, бошњачки) нуде нови босански етнички идентитет, док поборници босанског панетничког национализма теже ка надрастању свих етничких идентитета путем укидања етничких подела, са циљем стварања свеопште босанске панетничке нације. Поједини екстренмни облици босанског национализма, који су оличени у етничким или панетничким тежњама ка сузбијању традиционалних етничких идентитета (српског, хрватског, бошњачког) у циљу изградње обједињене (интегралне) босанске нације, означавају се као босански интегрализам.
Посебан облик босанског национализма, који се огледа у залагању за стварање Велике Босне, назива се великобосански национализам. Најекстремнији заговорници босанског национализма окупљени су око неофашистичке организације која носи назив Босански покрет националног поноса.
Босански национализам не треба поистовећивати са сродним појмовима као што су босански унитаризам и босански интегрализам, који имају посебна значења. Босански национализам такође не треба мешати са бошњачким национализмом, као посебним национализмом етничких Бошњака.